# Aeroportul Andulo
Aeroportul Andulo (IATA: ANL) este un aeroport din Angola ce deservește zona Andulo. A fost numit după zona deservită.
Situat la o altitudine de 1.660 m, aeroportul dispune de o singură pistă.